# Fly So High
Fly So High（フライ・ソー・ハイ）は松田樹利亜の7枚目のシングル。

## 内容
テレビ朝日系「Jリーグ A GO GO!」テーマ・ソング。名古屋テレビ放送（メ〜テレ）1996年夏の高校野球・愛知大会試合中継OP。元TWIN FIZZの仁科かおりが作曲を担当した。

## 収録曲
1. Fly So High
作詞：みかみ麗緒　作曲：仁科かおり　編曲：神長弘一・須貝幸生
2. 月下美人
作詞：松田樹利亜　作曲：Joey Carbone・Dennis Belfield　編曲：須貝幸生・神長弘一
3. Fly So High (inst.)

## レコーディング参加
- 神長弘一 - ギター(#ALL)
- 須貝幸生 - ベース(#1)
- 前野知常 - キーボード(#ALL)